# 東玉川
東玉川（日语：／ Higashi-Tamagawa */?）是東京都世田谷區的町名，下分1丁目及2丁目。

## 地理
位於世田谷區最南端，北鄰世田谷區奧澤，其他三方被大田區田園調布、雪谷大塚町、石川町圍繞。町內為住宅區。

## 歷史
- 明治初期屬荏原郡等等力村飛地，過去稱「諏訪分」（すわぶん）。因此地有名為「諏訪社」的神社而得名。
- 1889年（明治22年）　新市町村制實施，等等力村等8村合併為玉川村，此地為「荏原郡玉川村大字等等力字諏訪分」。
- 1908年（明治41年）　遵循政府「神社合祀令」，諏訪社與等等力熊野神社（現玉川神社）合祀。諏訪分從此無神社。
- 1926年（大正15年）　調布女學校（現田園調布學園中等部、高等部）創立。
- 1928年（昭和3年）　池上電氣鐵道新奧澤線開業。鐵路穿過諏訪分西部。
- 1929年（昭和4年）　諏訪社再興の声が起こり，新たに境内地を確保して東玉川神社を創建した。ここで再び氏神様が出来た。
- 1932年（昭和7年）　荏原郡編入東京市，玉川村與世田谷町、松澤町、駒澤町合併為世田谷區。諏訪分更名為「東京市世田谷區東玉川町」。
- 1934年（昭和9年）　1928年開始的諏訪分耕地重劃完成。町內的區劃重整與道路網整建完成，住宅地重整為棋盤狀。
- 1935年（昭和10年）　新奧澤線廢線。
- 1943年（昭和18年）　東京市與東京府合併，「東京都」成立。
- 1962年（昭和42年）　住居表示實施，以自由通為界劃分「東京都世田谷區東玉川1丁目～2丁目」。

### 地名由來
因位於玉川地域東端而得名。

## 地域の性格
戰前至戰後，本地出售以上班族、教職員、公務員等中產階級為客群的50~100坪住宅，形成寧靜的住宅區。此外，當時也有許多作家、文人居住，2丁目的居民包括本部均（數學）、青野壽郎（地理學）、守田榮（音響學）、中村俊定（文學、俳諧研究）等學者，宛如學者村，然而現在已不復見。近年住宅因繼承、轉售等陸續細分化，另一方面主要道路旁陸續改建為公寓，環境、景觀逐漸轉變。

## 設施
- 東玉川神社－大致位於町域中央，面對自由通。
- 東玉川郵便局－町的北端，道路對面為奧澤小學校。
- 東玉川交番－東玉川神社旁，前方的巴士站名為「東玉川交番前」。

## 教育機關
- 田園調布學園中等部、高等部
- 東玉川小學校－東玉川為校區的世田谷區立東玉川小學校並不在町內，是位於北側相鄰的世田谷區奧澤與大田區石川町。

## 交通

### 鐵路道
町內沒有鐵路通過，但周圍有數條私鐵經過，十分便利。
- 南部可利用東急池上線雪谷大塚站。
- 北部可利用東急東橫線、目黑線田園調布站，目黑線奧澤站，池上線石川台站。

### 道路
自由通貫穿町內中央，周邊的主要幹道有環八通與中原街道。
- 自由通　南北貫穿町內中央。
- 環八通　位於西側，為東玉川與田園調布的邊界。
- 中原街道　鄰近東側地區。
- 東京都道426號上馬奧澤線　在北側連接中原街道（石川台交差點）與環八通（奧澤4丁目）的東西向道路，為東玉川與奧澤的邊界。

## 備註
1. ↑  平成25年（2013年）の世田谷区の町丁別人口と世帯数 - 世田谷区